# سال اژدها (آلبوم مدرن تاکینگ)
سال اژدها (به انگلیسی: Year of the Dragon) نهمین آلبوم گروه مدرن تاکینگ است که در ۲۸ فوریه ۲۰۰۰ منتشر شد. این آلبوم در ۱۳ مارس ۲۰۰۰، سومین آهنگ جدول آلمان شده و به مدت دو هفته جز ۵ آهنگ برتر این جدول باقی ماند. آلبوم سال اژدها بیش از ۳۰۰هزار نسخه در آلمان به فروش رسید.

## لیست آهنگ‌ها
China in Her Eyes
Don't Take Away My Heart
It's Your Smile
Cosmic Girl
After Your Love Is Gone
Girl Out of My Dreams
My Lonely Girl
No Face, No Name, No Number
Can't Let You Go
Part Time Lover
Time Is on My Side
I'll Never Fall in Love Again
Avec toi
I'm Not Guilty
Fight for the Right Love
Walking in the Rain of Paris
Fly to the Moon
Love Is Forever

## سازنده‌ها
خواننده: توماس آندرس و اریک سینگلتون
آهنگ‌ساز و شاعر: دیتر بوهلن و توماس آندرس